# Premio Golden Kite
Premio Golden Kite (en español: Premio Cometa Dorada), es un galardón de literatura infantil estadounidense, otorgado por la Sociedad de Escritores e Ilustradores de Libros Infantiles (SCBWI), una organización internacional dedicada a la literatura infantil. Con oficinas centrales ubicadas en Bulevard Wilshire 10940, Suite 1600, Los Ángeles, California.

## Historia
El premio fue fundado en 1973, consiste en una medalla dorada que representa a un niño volando una cometa. Son premios literarios infantiles evaluados por un jurado de pares. Los libros elegibles deben ser escritos o ilustrados por miembros de la SCBWI y presentados por editoriales o particulares.  
Su primer galardonada fue Bette Greene por el libro Summer of My German Soldier en 1974. Luego le siguió el libro The girl who cried flowers de Jane Yolen.
Cada año se presentan más de 1000 libros, en siete categorías: ficción para jóvenes lectores y lectores de nivel medio, ficción juvenil, textos de no ficción para jóvenes lectores, textos de no ficción para lectores mayores, textos de libros ilustrados, ilustraciones de libros ilustrados e ilustraciones para lectores mayores.
Desde 2003, el Premio Sid Fleischman a la excelencia en la escritura humorística se otorga conjuntamente con los Premios Golden Kite.
En 2008, es galardonada una latinoamericana por el libro Little night de Yuyi Morales.